# RTFM
RTFM (артіефем, ертеефе́м) — абревіатура, що розшифровується як «Read The Fucking Manual» (Читай чортів (довбаний) посібник). 
Ця настанова зазвичай дається у відповідь на питання, відповідь на яке можна легко знайти, прочитавши відповідну документацію, і є натяком на те, що  людина, яка поставила питання,  даремно витрачає час співрозмовників.
Аби позбутися вульгарного «fucking», буква «f» інтерпретується як «Fantastic», «Following», «Friggin'», «Friendly», «Freaking», «Flipping», «Flaming». Деякі люди віддають перевагу розшифровці абревіатури як «Read The Fine Manual» (Читай хороший посібник). Альтернативно, «F» можна відкинути, і акронім перетвориться у «RTM» (Read The Manual Читай посібник), чи більш ввічливий «RTMP» (Read The Manual Please — Будь ласка, читайте посібник).
Ця фраза особливо розповсюджена в середовищі користувачів он-лайн ігор від людей, роздратованих проханнями новачків розказати про те, що можна самостійно прочитати в документації.
В останні роки[коли?] набула популярності[де?] також абревіатура STFW — Search The Fucking Web або STFG (Search … … Google).